# Malsorer
Malsorer (på albanska malësorë) används för att beteckna den albansktalande befolkningen i det bergiga området mellan Montenegro och Albanien, som kallas Malesien. De talar en variant av albanska, känd som gegiska, som även talas i norra Albanien, Montenegro, norra Makedonien och i hela Kosovo, av vilka de flesta är sunnimuslimer eller katoliker.